# Шурчи
Шурчи (узб. Shoʻrchi / Шўрчи) — город (с 1976 года) в Сурхандарьинской области Узбекистана, административный центр Шурчинского района.
Статус города Шурчи получил в 1976 году, преобразовавшись из посёлка городского типа.
Город Шурчи — является большой транспортной автостанцией. Автобусы ходят из Шурчи в Термез, Карлук, Байсун, Денау, Шерабад, Кумкурган, Кафрун. Через район также проходит автобус Термез-Регар.
В городе расположена одноимённая железнодорожная станция (на линии Термез — Кумкурган).
Город расположен в 122 км к северо-востоку от Термеза, на равнине посреди Сурханского оазиса. Рядом с городом протекает Кумкурганский канал, принимающий воду из Сурхандарьи. Численность населения — 25 тысяч человек (2016 год)
В V—VIII и IX—XII веках в произведениях Кудайна и Ибн Хурдадбеха упоминается, что в этом районе существовало село Баранги. В 11 и 12 веках в Баранги было несколько мечетей.

## Промышленность и экономика
В городе размещены предприятия лёгкой и пищевой промышленности, стройматериалов.
Работает швейная фабрика, мебельная фабрика, керамзитовый завод, хлопкоочистительный завод, комбинат хлебопродуктов АО "Шурчи дон махсулотлари", налажено производство хлопчатобумажных тканей. В городе расположены АО «Шурчипахта», типография, МТП, объединение бытового обслуживания населения, компания «Шурчимебель», 2 хлебопекарных предприятия, предприятие по производству обуви «Истиклол». Сельское хозяйство специализируется на картофелеводстве, также выращиваются хлопок, зерно, фрукты и виноград.
В городе расположен текстильный комбинат «Mo’min tekstil».
Имеется большой Гипермаркет и несколько  супермаркетов, дилеры фирмы «Akfa», филиалы «Artel», авиакассы, автомобильные заправки, 2 гостиницы («Ideal» и «Sherdor»).
В городе Шурчи построен спортивный комплекс для занятий лёгкой атлетикой, мини-футболом, баскетболом, волейболом, здесь проводятся различные спортивные соревнования.
В городе имеются 14 общеобразовательных школ, детские музыкальные школы, 2 специальные школы-интерната, специализированная школа-интернат. Имеется 9 профессиональных колледжей (колледжи сельского хозяйства, коммунального хозяйства, медицины, легкой промышленности, бытового обслуживания, агропромышленного комплекса, экономики). Обслуживают население районная центральная библиотека и ее филиалы, городская библиотека, библиотека для слепых, парк культуры и отдыха (светопарк). Медицинское обслуживание населения осуществляет районная центральная больница, поликлиника, аптека и другие медицинские учреждения.

## Население
| 1979   | 1989   | 2005   | 2018   |
| ------ | ------ | ------ | ------ |
| 11 208 | 16 560 | 21 600 | 28 500 |